# Primevère de Haller
Primula halleri
Espèce
Répartition géographique
La Primevère de Haller (Primula halleri) est une espèce de plantes à fleurs de la famille des Primulacées.
C'est une plante vivace.

## Statut de protection
En France, l'espèce est protégée sur l'ensemble du territoire métropolitain.
En Suisse, elle figure sur le liste rouge des plantes.